# Deltochilum riehli
Deltochilum riehli là một loài bọ cánh cứng trong họ Bọ hung (Scarabaeidae).